# Joseph-A. Fowler
Pour les articles homonymes, voir Fowler.
Joseph-A. Fowler, né le 14 novembre 1845 à Montréal et mort le 4 janvier 1917, est un compositeur, organiste, chef de chœur, pianiste et professeur de musique québécois. Ses œuvres sont principalement des compositions de musique sacrée, bien qu'il ait composé également des musiques profanes pour voix et piano et un certain nombre d'œuvres pour piano solo.

## Biographie
Joseph-A. Fowler était le fils d'un père irlandais et d'une mère québécoise. Il a étudié le piano avec Paul Letondal et a notamment été l'un de ses premiers élèves. Il a visité l'Europe à trois reprises au cours de sa vie, des expériences qui ont enrichi sa vie musicale. À l'âge de 16 ans, il commença à enseigner au Collège Sainte-Marie de Montréal où il a travaillé pendant sept ans. De 1868 à 1890, il a enseigné au couvent du Sacré-Cœur au Sault-au-Récollet juste à l'extérieur de Montréal. Parmi ses élèves notables, le compositeur Alexis Contant et l'organiste Arthur Pépin. Il a également organisé des concerts de temps en temps et fit la promotion d'artistes à Montréal.
En 1870, Joseph-A. Fowler joua l'hymne britannique God Save the Queen sur une variation de Ludwig van Beethoven, lors d'un concert organisé par Adélard Joseph Boucher à l'occasion du centenaire de la naissance du compositeur. Il a aussi été l'organiste et maître de chapelle à la basilique Saint-Patrick de Montréal de 1868 jusqu'à sa retraite en 1908. Il a été nommé organiste émérite de Saint-Patrick en 1915.

## Source
- L'encyclopédie canadienne